# Alexander Hofer

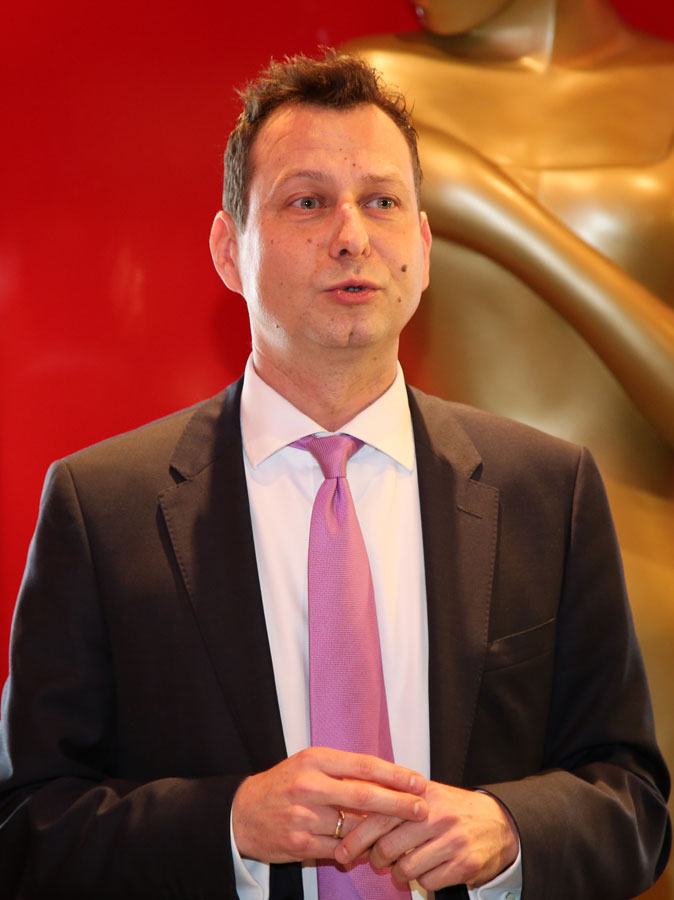
Alexander Hofer (2015)

Alexander Hofer (* 1972 in Wien) ist ein österreichischer Fernsehjournalist und -moderator. Seit 1. April 2023 ist er Landesdirektor des ORF-Landesstudio Niederösterreich. Zuvor war Hofer von 2018 bis 2023 Channelmanager von ORF 2.

## Leben
Alexander Hofer begann 1992 seine Laufbahn beim Österreichischen Rundfunk (ORF) beim Aktuellen Dienst des Landesstudios Niederösterreich, wo er Redakteur und Beitragsgestalter sowie Chef vom Dienst mehrerer Radiosendungen war. Von 1999 bis 2007 war er in der Vorabendsendung Willkommen Österreich als Wetter-Präsentator und Außenmoderator auf ORF 2 zu sehen.
2007 übernahm er die Leitung der Redaktion der ORF-Sendung Seitenblicke und wurde Redaktionsleiter der TV-Unterhaltung/Gesellschaftsmagazine. 2014 wurde er stellvertretender Unterhaltungschef des ORF. 2015 übernahm er die Projektleitung des Frühstücksfernsehens Guten Morgen Österreich, bis August 2017 war er dort Sendungsverantwortlicher. Außerdem war er unter anderem für die Fernsehsendung 9 Plätze – 9 Schätze verantwortlich.
Seit 28. Mai 2018 ist er als Leiter Channel Management Senderchef von ORF 2, Channelmanagerin von ORF eins wurde Lisa Totzauer. Mit Jahreswechsel 2018/19 übernahm Hofer von Unterhaltungschef Edgar Böhm, der mit Jahresende 2018 in Pension ging, interimistisch auch die ORF-TV-Unterhaltung.
Als Sendungsverantwortliche der ORF-Seitenblicke folgte ihm 2018 Ines Schwandner nach.
Anfang 2022 wurde er unter Generalintendant Roland Weißmann als Channel-Manager für ORF 2 und TV-Unterhaltungschef verlängert.
Er wurde am 23. März 2023 von ORF-Stiftungsrat zum Landesdirektor des ORF-Landesstudios Niederösterreich ab dem 1. April 2023 gewählt. Sein Vorgänger Robert Ziegler musste nach Vorwürfen einer tendenziösen Berichterstattung im Sinne der ÖVP Niederösterreich gehen.

## Auszeichnungen
- Florianiplakette des NÖ Landesfeuerwehrverbandes (2025)